# Ligeti András
Ligeti András (Pécs, 1953. augusztus 5. – 2021. szeptember 19. ) Kossuth-díjas magyar hegedűművész és karmester.

## Életpályája
Ligeti édesapja muzsikus volt, így az ő hatására már gyermekkorában élénk érdeklődést mutatott a zene iránt, és hamar megfogalmazódott benne a gondolat, hogy ő is zenész lesz. Mindössze tizenhét éves volt, amikor felvételt nyert a Liszt Ferenc Zeneművészeti Főiskolára, ahol először 1970 és 1976 között a hegedű főtanszakon Halász Ferenc, majd 1974–1979 között a karmesterképzőben Kórodi András tanítványa volt. Hegedűművészi tanulmányai befejezése után a Zeneakadémia tanársegéde és a Magyar Állami Operaház koncertmestere lett.
1975-ben megnyerte a Weiner Hegedűversenyt Budapesten, majd 1980-ban az egyesült államokbeli Indiana University Szonáta Vecsernye versenyén lett első helyezett.
1980-tól Solti-ösztöndíjasként a bécsi Zeneakadémián Karl Österreicher professzor tanítványa lett. 1981–1985 között a Magyar Állami Operaházban folytatott karmesteri tevékenységet. 1986-ban Bécsben a neves karmester, Claudio Abbado asszisztense, majd közeli munkatársa lett, s ez lehetővé tette számára, hogy tovább tökéletesítse tudását, később a Mahler Ifjúsági Zenekar irányítását is rábízták. 
1988-ban megválasztották a Magyar Zeneművészeti Társaság elnökségi tagjának. Abbado asszisztenseként működött közre Kurtág György és Samuel Beckett Mi is a szó (What is the Word, Op. 30) című művének 1991-es ősbemutatóján. Ezután az 1990-es években több huszadik századi zeneszerző művének ősbemutatójának vagy magyarországi premierjének a vezénylését vállalta magára. Ebben az időszakban többek között Kurtág György, Jeney Zoltán, Vidovszky László, Igor Sztravinszkij, Luciano Berio és Alfredo Casella műveit dirigálta.
A nyolcvanas évek közepe felé kezdett felfigyelni rá a nemzetközi zenei élet, ettől kezdődően rendszeresen dirigált hazai és külföldi zenekarokat vendégkarmesterként. Többek között a Suisse Romande Zenekar, a BBC Szimfonikus Zenekar, az izraeli, a drezdai, a dortmundi és a bergeni Filharmonikusok, a Japán Kamarazenekar és a római Santa Cecilia Akadémia rendszeresen visszatérő vendégkarmestere lett. Közben rendszeresen együtt dolgozott az English Opera North társulatával is, illetve öt éven át a Magyar Rádió Szimfonikus Zenekara karmestere, majd három évig igazgató karmestere volt.
1997-től kezdődően 2008-ig volt a Telekom Szimfonikus Zenekarának zeneigazgatója, irányításával a zenekar külföldön is komoly hírnévre tett szert. 2001-ben az Nyugat-Ausztráliai Szimfonikus Zenekar művészeti vezetője és első állandó vendégkarmestere lett. Közben egyetemi docensként éveken át vezette a Liszt Ferenc Zeneművészeti Főiskola szimfonikus zenekarát, illetve később ugyanitt a karmesterképző munkát is ő irányította. 2005-ben a Taipei Szimfonikus Zenekar főzeneigazgatója lett.
Ligeti karmesterként rendkívül széles repertoárt tudhat magáénak: nem csak a romantikusok és a 20. századi szerzők műveit vezényli rendszeresen, hanem olykor barokk és klasszicista szerzők műveit is dirigálja. A koncertezés mellett rendszeresen vezényel operaelőadásokat is. Művészetét számos rádió- és hanglemezfelvétel örökítette meg. Munkássága elismeréseként több kitüntetésben részesült.

## Díjai, kitüntetései
- Bartók–Pásztory-díj (1988, 2001)[1]
- Liszt Ferenc-díj (1988)[1]
- Érdemes művész (2002)
- Az Olasz Szolidaritás Csillagrendjének Lovagja (2003)
- Kossuth-díj (2007)[1]

## A Ligeti zenei dinasztia
Nagyapja Ligeti János (1895–1975) számos zenemű szerzője, kántor-karnagy; édesapja Ligeti Andor a pécsi zenei élet neves karvezetője.